# Приморське сільське поселення (Ростовська область)
Приморське сільське поселення — муніципальне утворення в Неклинівському районі Ростовської області.
Адміністративний центр поселення — село Приморка.
Населення — 5197 осіб (2010 рік).

## Географія
Приморське сільське поселення розташоване на півдні Неклинівського району Ростовської області. Загальна площа муніципального утворення становить 25 км².

## Опис
Сільські домоволодіння на 97 % газифіковані. Площа сільськогосподарських угідь — ріллі становить 1728 гектари.
Працюють медичні установи: 2 фельдшерсько-акушерських пункти та 1 амбулаторія. Діє 4 освітні установи — 2 школи й 2 дитячі садочки.
У селі Приморка функціонує 1 будинок культури, 1 бібліотека.
На території поселення є 3 пам'ятки німецько-радянської війни. Працюють 8 спортивних об'єктів: стадіони, спортивні зали, майданчики і поля.
У селі Приморка розташована культова споруда — храм Святих апостолів Петра і Павла.

## Адміністративний устрій
До складу Приморського сільського поселення входить:
- село Приморка — 3781 особа (2010 рік);
- станція Морська — 508 осіб (2010 рік);
- селище Новоприморський — 908 осіб (2010 рік).